# Dictyochaeta australiensis
Dictyochaeta australiensis är en svampart som först beskrevs av B. Sutton, och fick sitt nu gällande namn av Whitton, McKenzie & K.D. Hyde 2000. Dictyochaeta australiensis ingår i släktet Dictyochaeta och familjen Chaetosphaeriaceae.   Inga underarter finns listade i Catalogue of Life.